# Nguyễn Sinh Hùng
Nguyễn Sinh Hùng (ur. 18 stycznia 1946) – wietnamski polityk, w latach 2011–2016 przewodniczący Zgromadzenia Narodowego Wietnamu.

## Życiorys
Pochodzi z prowincji Nghệ An. Jest doktorem nauk ekonomicznych. 26 maja 1977 r. został członkiem Komunistycznej Partii Wietnamu (KPW). Od 1996 do 2006 r. był ministrem finansów, a następnie w latach 2006–2011 pierwszym wicepremierem. 23 lipca 2011 r., podczas pierwszej sesji 13. kadencji Zgromadzenia Narodowego Wietnamu, został wybrany na przewodniczącego parlamentu. Równocześnie od czerwca 2006 r. jest jednym z czternastu członków Biura Politycznego KPW.